# Безделев, Виктор Васильевич
Виктор Васильевич Безделев (12.12.1919, Нижегородская область — 03.01.1974) — командир сапёрного взвода 282-го отдельного сапёрного батальона, старшина — на момент представления к награждению орденом Славы 1-й степени.
в городе Шымкенте есть улица названная в честь В. Безделева

## Биография
Родился 12 декабря 1919 года в селе Рогозино Сосновского района Нижегородской области. Образование 9 классов. Работал в колхозе, затем на заводе в городе Павлово.
В 1939 году был призван в Красную Армию. Службу проходил на Дальнем Востоке в сапёрных частях. Здесь встретил начало Великой Отечественной войны.
Осенью 1942 года был направлен в 152-ю отдельную стрелковую бригаду, сформированную в городе Уральске. С октября того же года на фронте. Боевой путь начал под Сталинградом, затем освобождал Ростов-на-Дону, Донбасс. Член ВКП/КПСС с 1943 года. В феврале-августе 1943 года был награждён орденом Красной Звезды и двумя медалями «За боевые заслуги». К концу 1943 года старший сержант Безделев — командир отделения 282-го отдельного сапёрного батальона 118-й стрелковой дивизии.
В ночь на 19 декабря 1943 года, накануне наступления, старший сержант Безделев со своим отделением разминировал проходы в минных полях в 50 метрах от переднего края противника. Лично обнаружил и обезвредил около 30 противотанковых мин. За время наступления в районе населённого пункта Николаевка, командуя бойцами, установил 390 мин и обезвредил 265 вражеских. На одном из его минных полей во время контратаки подорвались два вражеских танка и более 20 противников.
Приказом от 20 января 1944 года старший сержант Безделев Виктор Васильевич награждён орденом Славы 3-й степени.
10 февраля 1944 года при форсировании Днепра в районе населённого пункта Золотая Балка старший сержант Безделев сделал на лодке 14 рейсов на правый берег и переправил около 400 человек.
Приказом от 25 марта 1944 года старший сержант Безделев Виктор Васильевич награждён орденом Славы 2-й степени.
Дальше были бои за освобождение Волыни, Южной Польши. К лету 1944 года старшина Безделев уже командовал сапёрным взводом в том же батальоне.
13 августа 1944 года юго-западнее местечка Влосновице старшина Безделев уничтожил пулемёт и 6 солдат. В составе роты бойцы взвода атаковали противника и взяли выгодный рубеж. В этом бою враг потерял до 40 человек убитыми и 5 пулемётов. День Победы встретил на Эльбе.
Указом Президиума Верховного Совета СССР от 15 мая 1946 года за образцовое выполнение заданий командования в боях с немецко-вражескими захватчиками старшина Безделев Виктор Васильевич награждён орденом Славы 1-й степени. Стал полным кавалером ордена Славы.
В мае 1947 года был демобилизован. Жил в городе Шымкент. Работал заведующим базой оборудования на Чимкентском цементном заводе. Скончался 3 января 1974 года.
Награждён орденами Красной Звезды, Славы 3-х степеней, медалями.